# Monticola angolensis
Monticola angolensis là một loài chim trong họ Muscicapidae.